# ماريا يختونين
ماريا يختونين (بالفنلندية: Marja Lehtonen)‏ هي لاعبة كمال أجسام فنلندية، ولدت في 1968.

## وصلات خارجية
- الموقع الرسمي